# Sâmeque
Sâmeque, sameque, samekh (ס), é a décima-quinta letra de vários abjads semíticos, assim como o samekh  do alfabeto árabe e o 'ʾsamek do alfabeto fenício.
Samekh é uma letra fenícia. Deu origem a letra grega Xi, e é possivelmente antepassado da letra X.